# Sydney R. Parker
Sydney Richard Parker (* 1923 in New York City; † August 1996) war ein US-amerikanischer Elektroingenieur.

## Leben
Parker studierte am City College of New York (B.E.E. 1944) und am Stevens Institute of Technology in Hoboken, New Jersey (M.S. 1948 und Sc.D. 1964). Von 1944 bis 1946 diente er als Offizier im United States Army Signal Corps. Von 1946 bis 1951 unterrichtete er am City College of New York. 1951 wurde er Senior Engineer bei der International Resistance Company. Von 1952 bis 1956 war er Project Engineer im Advanced Development der Radio Corporation of America (RCA). Von 1956 bis 1965 war er erneut am City College tätig. 1965/66 war er Professor an der University of Houston in Texas. 1966 wurde er Professor of Electronic Engineering an der Naval Postgraduate School in Monterey, Kalifornien. Von 1970 bis 1975 war er Chair des Department. 1975 war er kurzzeitig Dekan des College of Engineering an der Rutgers University in New Jersey. 1976 kam er zurück zur NPS.
Er war Autor zahlreicher Fachaufsätze. 1974 war er Präsident der IEEE Circuits and Systems Society. 1976 begründete er die Asilomar Conference on Circuits and Systems. 1980/81 war er Präsident von Eta Kappa Nu. Von 1975 bis 1977 war er Associate Editor von IEEE Transactions on Circuits and Systems. 1975 wurde er Fellow des Institute of Electrical and Electronic Engineers. Von 1975 bis 1980 war er Mitglied des Engineering Education and Accreditation Committee des Accreditation Board for Engineering and Technology. 1979 wurde er Mitglied des Joint Services Electronics Program. Parker war auch Mitbegründer und -herausgeber der Zeitschrift Circuits, Systems, and Signal Processing sowie Mitglied der American Association for the Advancement of Science, der New York Academy of Sciences, von Sigma Xi und von Tan Beta Pi. 1977 erhielt er den Sigma Xi Carl E. Mennekin Research Award.